# Karl Marx
Karl Heinrich Marx (n. 5 mai 1818, Trier, Regatul Prusiei – d. 14 martie 1883, Londra, Regatul Unit al Marii Britanii și Irlandei) a fost un filozof, istoric, economist, sociolog și jurnalist evreu-german întemeietor, împreună cu Friedrich Engels, al teoriei socialismului științific, teoretician și lider al mișcării muncitorești. A avut o influență importantă asupra istoriei politice a secolului al XX-lea. Karl Marx împreună cu Friedrich Engels a scris și a publicat în 1848: Manifestul Partidului Comunist. Abordarea sa este vizibilă din prima linie a primului capitol al Manifestul Partidului Comunist: „Istoria tuturor societăților cunoscute este istoria luptei de clasă”. Apelând la ideea de luptă de clasă Marx nu făcea totuși decât să preia un concept folosit de mult timp deja de către istoricii burghezi în studiile lor. Marx a argumentat că sistemul capitalist, la fel ca și sistemele socio-economice precedente, produce tensiuni interne care îl conduc la distrugere. Așa cum capitalismul a înlocuit feudalismul, capitalismul va fi înlocuit de comunism, o societate fără clase, care urmează unei perioade de tranziție în care statul va fi un instrument al dictaturii proletariatului. Pe de altă parte, Marx a argumentat că schimbările socio-economice se produc prin intermediul activității revoluționare organizate. În acest model, capitalismul va lua sfârșit prin activitatea organizată a clasei muncitoare internaționale. Ideile lui Marx au început să exercite o influență majoră asupra mișcării muncitorești la scurt timp după moartea sa. Această influență a crescut impetuos odată cu victoria Revoluției din Octombrie din Rusia, revoluție datorată bolșevicilor, care erau marxiști, ca și restul partidelor rusești cu orientare de stânga - menșevicii (social-democrații) și socialist-revoluționarii.

## Viața și cariera
Marx s-a născut într-o familie cu vechi și ramificate tradiții rabinice: ambii lui părinți se trag din familii cunoscute de rabini, unica excepție fiind o soră a mamei lui care era căsătorită cu un evreu care era bancher (bunicul fondatorului concernului olandez Philips). Trier, mica urbe renană unde se va naște Marx, devine în 1815 posesiune prusacă, fapt care a dus la excluderea evreilor din funcțiile publice. În aceste condiții, tatăl lui Marx, jurist, pentru a-și putea să exercite profesia, presat și nu din convingere, se convertește la evanghelism, împreună cu soția și  copiii. Tatăl lui Marx era un admirator al filozofilor iluminiști și nutrea convingeri liberale, fiind printre cei care au manifestat pentru constituție în Prusia. Tatăl lui Marx era un iluminist nereligios și s-a creștinat pentru a scăpa de marginalizare socială. Marx învață, o perioadă, în familie, mai apoi într-o școală cu vederi liberale, fapt care o făcea să fie sub observația poliției regale. și, care era condusă de un amic al tatălui său. Marx citea poezie greacă și pe Shakespeare, fapt care l-a apropiat de tatăl viitoarei lui soții, Johann Ludwig von Westphalen, un nobil cu vederi progresiste, spre deosebire de cele ale fiului lui cel mai mare, care va ajunge ministru prusac de interne și, care îl introduce pe Marx în teoriile socialiste ale contelui de Saint-Simon. Din 1835 Marx va studia la Universitatea din Bonn și, mai apoi, la Universitatea Humboldt din Berlin, perioadă în care va schimba studiile de drept pentru cele de filozofie și istorie. În Berlin este admis în clubul postuniversitar al tinerilor hegelieni, încă înainte de  absolvire. Doktorklub-ul era format din avangarda filozofică și politică a regatului Prusiei, ceea ce se concretiza prin critica statului și a religiei.
Sub imperiul concepției hegeliene a progresului rezultat din lupta tendințelor interne, teză împărtășită și de tinerii hegelieni, Marx începe să considere că sarcina rațiunii filozofice este aceea de a critica tot ce există, fie asta instituții sociale, doctrine religioase sau lumea ideilor, întrucât întotdeauna ceea ce există este limitat, parțial rațional și potențial deschis schimbării; iluziile, auto-înșelarea, iluziile în masă, erorile pur și simplu, trebuie arătate toate ca atare, pentru a putea fi corectate.
Sperând încă o carieră academică, tânărul Marx își termină în 1841 studiile cu o teză de doctorat având ca subiect o comparație a atomismelor lui Democrit și Epicur. Tânărului doctor îi sunt însă rapid spulberate speranțele în privința unei cariere universitare, de îndată ce mai bătrânul lui amic Bruno Bauer este dat afară din Universitatea din Bonn, unde avea un post de profesor, din cauza criticii lui seculariste a evangheliilor creștine. Din această perioadă (1843) datează și căsătoria lui Karl Marx cu fata baronului von Westphalen, vechiul prieten de familie, considerată "frumoasa Trier-ului". Relațiile tânărului Karl Marx cu părinții încep să se deterioreze imediat după căsătoria acestuia cu Johanna (Jenny) von Westphalen, aceștia reproșându-i că implicarea lui politică ca și studiile și mai apoi doctoratul obținut în filozofie în loc de drept, nu reușesc să-i asigure un venit stabil, așa cum era normal în opina lor pentru un bărbat care decisese să se căsătorească; însă această incapacitate a lui Marx de a-și asigura venituri suficiente sieși și familiei lui va fi o constantă și în același timp o dureroasă problemă a întregii lui existențe, și aceasta nu va fi decât agravată de șubrezirea timpurie a sănătății filozofului, din cauza exceselor "herculeene" în materie de efort dedicat pentru proiectele de studiu care-l pasionau ca și pentru scrierile pe care le producea.
În imposibilitate de a începe o carieră academică din motive ideologice, Marx se orientează spre jurnalism; epoca și locul - Prusia militaristă, antiliberală și antidemocratică - nu vor fi potrivite însă nici unei cariere jurnalistice, căci după ce ajunge editorul ziarului liberal Rheinische Zeitung, cenzorul prusac îl închide. Începutul ca ziarist la jurnalul (Rheinische Zeitung) creat de un grup de oameni de afaceri din Köln, a fost promițător, dovada că în scurt timp ajunge directorul editorial înainte de interzicerea publicării ziarului de către cenzura prusacă. După ce ziarul a fost închis de autoritățile Prusiei, acestea îi oferă lui Marx un post de editor în slujba guvernului, fapt care i-ar fi asigurat, probabil, veniturile necesare pentru o viață liniștită. Își făcuse deja un nume, și pentru că era clar că în Germania vremii nu va fi tolerat un jurnalism de opoziție, Marx acceptă mai degrabă, încrezător în propriile capacități, un post în editura jurnalului germanofon de opoziție publicat în exil, anume în Franța.
La Köln îl întâlnește pentru prima dată pe Friedrich Engels, pe care îl va revedea la Paris, în mica comunitate de exilați germani. La Paris, Marx scrie pentru scurt timp pentru "Deutsch-franzoesische Jahrbuecher", și face cunoștință cu poetul german Heinrich Heine, cu socialistul francez Pierre-Joseph Proudhon, ca și cu anarhistul rus Bakunin. În această perioadă, Marx ia, pentru prima oară, contact și cu mișcarea muncitorească, implicându-se într-o organizație secretă comunistă, numită "Liga celor drepți", devenind socialist și comunist. În această perioadă citește economie politică și scrie profundele și incisivele note care vor fi publicate peste un secol sub titlul "Manuscrisele economice și filozofice din 1844".

## Influențe asupra gândirii lui Marx
Marx a fost puternic influențat de:
- Metoda dialectică și orientarea istorică a lui Georg Wilhelm Friedrich Hegel;
- Economia politică clasică a lui Adam Smith și David Ricardo;
- Gândirea socialiștilor francezi, în particular Jean-Jacques Rousseau, Henri de Saint-Simon și Charles Fourier;
- Filozofia materialistă timpurie germană, în particular Ludwig Feuerbach;
- Solidaritatea cu clasa muncitoare a lui Friedrich Engels.

Marx s-a inspirat din dialectica lui Hegel, deși i-a criticat vehement concepția asupra filozofiei istoriei, descoperă materialismul și critica religiei în lucrările lui Feuerbach, adoptă ideile socialist-utopice ale lui Saint-Simon și se îndoctrinează cu economia politică modernă dezvoltată de Adam Smith. În timp ce Hegel era un filozof idealist, Marx a urmărit să rescrie dialectica în termeni materialiști.
Pornind de la aceste izvoare el elaborează treptat Materialismul istoric ca teorie științifică a analizei istorice a societății (Teze asupra lui Feuerbach, 1845; Ideologia germană, 1846; Mizeria filozofiei, 1847). Marx ia contact cu mișcarea muncitorească și redactează împreună cu Friedrich Engels Manifestul partidului comunist (1848), care are ca motto celebrul apel: "Proletari din toată lumea, uniți-vă !" Expulzat din Germania, apoi și din Franța, se refugiază la Londra în Marea Britanie unde își petrece timpul în special în sălile de lectură ale bibliotecii de la British Museum. Acolo înmagazinează cunoștințe teoretice cu care își dezvoltă mai departe sistemul, având totuși puțin contact cu clasa muncitoare, al cărei mentor avea să devină. Aici scrie Luptele de clasă în Franța (1850), Bazele critice ale economiei politice (1858) și începe redactarea lucrării sale fundamentale, Capitalul.
În 1864, Marx este principalul diriguitor al Primei Internaționale Socialiste, căreia îi dă ca obiectiv abolirea capitalismului. Pentru Marx, istoria omenirii se bazează pe lupta de clasă: pentru a se elibera, proletariatul, victimă a exploatării capitaliste, trebuie să se organizeze la nivel internațional, să cucerească puterea politică și, în această fază de dictatură a proletariatului, să realizeze desființarea claselor sociale, ceea ce, într-o fază superioară, va duce de la sine la dispariția statului și la întemeierea societății comuniste.
Doctrina marxistă sau Marxismul reprezintă ansamblul concepțiilor politice, filozofice și sociale ale lui Karl Marx, Friedrich Engels și ale continuatorilor lor. Marxismul se bazează pe materialism și pe socialism, el este în același timp teorie și program al mișcărilor muncitorești organizate. Pentru marxiști, materialismul reprezintă baza teoretică, opusă idealismului, considerat ca instrument speculativ în slujba burgheziei. În doctrina marxistă, materialismul are două aspecte: unul dialectic, care exprimă legile generale ale lumii exterioare și ale gândirii umane, un altul istoric, care afirmă că numai realitatea socială determină conștiința oamenilor. Dezvoltarea istorică a societății ar fi condiționată de contradicțiile diverselor "moduri de producție" (primitiv, sclavagist, feudal, capitalist) și de "relațiile de producție", adică de raporturile dintre oameni în procesul de producție. Aceste contradicții se exprimă prin lupta de clasă, care este astfel motorul istoriei.
Marx a elaborat și o teorie a valorii: valoarea este expresia cantității de muncă conținută de un produs. "Plus-valoarea" reprezintă diferența dintre valoarea creată de muncitor în timpul muncii prestate și salariul primit, și reflectă astfel gradul exploatării capitaliste.

## Marxism și marxianism
Termenul de marxism se referă la ideile lui Marx așa cum au fost interpretate de Vladimir Ilici Lenin și de ideologiile oficiale ale statelor socialiste. Termenul de marxianism se referă la punctele de vedere ale lui Marx însuși, ceea ce ar fi crezut și afirmat el însuși, fără distorsionarea produsă de către interpretarea leninistă.
O anecdotă în această privință: după ce partidul francez al muncitorilor s-a scindat într-un partid reformist și unul revoluționar, unii l-au acuzat pe Jules Guesde (liderul celui din urmă) că ia ordine de la Marx; Marx i-a zis ginerelui său Paul Lafargue: „dacă ăsta e marxism, atunci eu nu sunt marxist”  (într-o scrisoare către Engels, Marx l-a acuzat mai târziu pe Guesde de a fi „bakuninist”).
Cercetătorul american Hal Draper remarca: „Sunt puțini gânditori în istoria modernă a căror gândire a fost atât de distorsionată de cei care au interpretat-o, marxiști și antimarxiști laolaltă.”

## Citate despre români
- „Poarta renunță la Basarabia. Turcia nu putea ceda ceea ce nu-i aparținea, pentru că Poarta otomană n-a fost niciodată suverană asupra țărilor române. Poarta însăși recunoscuse acest lucru, când la Carlovitz, presată de poloni să cedeze Moldo-Valachia, ea răspunsese că nu are dreptul de a face vreo cesiune teritorială, deoarece capitulațiile nu-i confereau decât un drept de suzeranitate.” (K. Marx, Însemnări despre români (Manuscrise inedite), București, 1964)
- „Limba română e un fel de italiană orientală. Băștinașii din Moldo-Valahia se numesc ei înșiși români; vecinii lor îi numesc vlahi sau valahi…”
- „Moldova nu va plăti nici un tribut Rusiei (art. 2); Rusia nu se va amesteca în afacerile țării și nici unui rus nu-i va fi permis să se căsătorească și să dobândească moșii în Moldova…”

## Apartenența religioasă și de clasă
Karl Marx s-a născut ca fiu de burghezi evrei și s-a căsătorit cu o aristocrată, dar a trăit mult timp ca pauper, fiind susținut financiar de capitalistul Engels.
Marx se lăuda a fi inspiratorul și eminența cenușie a Comunei din Paris, fără a avea însă merite reale în această privință. Guvernul german a cerut extrădarea lui Marx din Marea Britanie, dar prim-ministrul britanic a refuzat cererea. Puțin a lipsit ca Marx să fie asasinat de un agent secret german, în timp ce locuia la Londra.
Tatăl lui Marx a fost un evreu convertit la protestantism, fiind adept al Epocii Luminilor. Educația la vârste fragede a lui Marx a fost influențată de profesori de orientare liberal-umanistă.
„Religia însăși ne învață că Idealul către Care năzuim cu toții, S-a jertfit pe Sine însuși pentru omenire. Cine ar îndrăzni să tăgăduiască această învățătură? Dacă am ales postura în care putem înfăptui maximum pentru El nu vom fi niciodată copleșiți de greutatea poverilor, deoarece acestea nu sunt decât sacrificii făcute pentru binele tuturor.”—Karl Heinrich Marx, Gândurile unui tânăr la alegerea carierei sale
Din punct de vedere religios, Marx a început drept creștin fidel, iar idealul comunist l-a îmbrățișat tot în calitate de creștin, devenind membru al Ligii celor Drepți, o organizație comunist-creștină. Mai târziu a devenit ateu și a făcut Liga celor Drepți să apostazieze de la credința creștină, rebotezând-o drept Liga Comuniștilor.